# The Wall. Wygraj marzenia
The Wall. Wygraj marzenia – polski teleturniej oparty na amerykańskim formacie The Wall emitowany w latach 2017–2019 na antenie TVP1 (jesienią 2019: TVP2). Przez trzy pierwsze serie gospodarzem programu był Paweł Orleański, a w czwartej serii rolę prowadzącego przejął Maciej Kurzajewski.
Program realizowany był w studio Transcolor w Szeligach koło Warszawy, w którym zrealizowano również inne wersje: brytyjską, rumuńską, niemiecką, rosyjską, grecką, fińską, australijską, izraelską i słowacką. Produkcję programu powierzono przedsiębiorstwu Endemol Shine Polska.
Pod koniec 2017 roku teleturniej uzyskał nominację do Telekamery „Tele Tygodnia” w kategorii Program rozrywkowy.

## Zasady gry
Centralnym elementem programu jest 12-metrowa (4-piętrowa) ściana będąca adaptacją deski Galtona. Z jej szczytu spuszczane są kule, które odbijają się od gęsto rozmieszczonych kołków (zmieniających trajektorię kuli) i na koniec wpadają do kieszeni z przypisanymi kwotami od 1 zł do 100 000 zł (takich kieszeni jest 15).
Udział w grze bierze dwuosobowa drużyna. 
Runda 1.
U szczytu ściany znajduje się siedem ponumerowanych stref zrzutu; na jej dole: siedem kieszeni o wyższych wartościach (każda umieszczona w linii prostej względem kolejnych stref zrzutu) oraz osiem kieszeni o niższych wartościach (pomiędzy kieszeniami z wyższymi wartościami).
| 1 zł | 500 zł | 100 zł | 2000 zł | 10 zł | 1000 zł | 1 zł | 2500 zł | 1 zł | 1000 zł | 10 zł | 2000 zł | 100 zł | 500 zł | 1 zł |

W rundzie pierwszej drużyna odpowiada na pięć pytań z dwoma wariantami odpowiedzi. Gdy prowadzący skończy czytać pytanie, ze szczytu ściany spuszczane są jednocześnie trzy kule: ze stref nr 1, 4 i 7. Zespół musi wybrać którąś z odpowiedzi, zanim pierwsza kula wpadnie do którejś z kieszeni. W przypadku poprawnej odpowiedzi kule zmieniają kolor na zielony, a wylosowane wartości pieniężne są dodawane do puli; w przypadku błędnej – kule stają się czerwone, a wylosowane stawki są od puli odejmowane.
Jeżeli po pięciu pytaniach drużyna nie ma na koncie żadnych pieniędzy, to automatycznie kończy grę. W przeciwnym wypadku zespół awansuje do kolejnego etapu, a zdobyte pieniądze stanowią część kwoty widocznej na tzw. kontrakcie (o którym mowa później).
Maksymalna kwota do zdobycia w tej rundzie to 37 500 zł.
Tuż przed rozpoczęciem rundy drugiej jeden z graczy udaje się do odizolowanego pomieszczenia (tzw. pokoju izolacji) i od tej pory nie zna przebiegu rozgrywki.
Runda 2.
W rundzie drugiej zwiększają się wartości wyższych stawek, niższe pozostają bez zmian. W związku ze zmianą reguł, wyższe stawki są ułożone rosnąco.
| 1 zł | 500 zł | 100 zł | 1000 zł | 10 zł | 2500 zł | 1 zł | 5000 zł | 1 zł | 10 000 zł | 10 zł | 12 500 zł | 100 zł | 25 000 zł | 1 zł |

Na początku rundy zrzucane są (jednocześnie) dwie zielone kule ze stref wybranych przez gracza, który pozostał na scenie. Wylosowane wartości zasilają konto drużyny.
Następnie zadawane są trzy pytania z trzema wariantami odpowiedzi. Za każdym razem najpierw ujawniane są tylko warianty odpowiedzi, na podstawie czego gracz na scenie decyduje, z którego otworu zrzucona zostanie kula (bliżej najwyższej stawki czy dalej od niej). Następnie pojawia się pytanie, na które odpowiada gracz przebywający w pokoju izolacji. Jeżeli wskazany przez niego wariant jest poprawny, to wylosowane wartości są dodawane do stanu konta graczy, a jeżeli błędny – odejmowane. Gracz znajdujący się poza sceną nie otrzymuje żadnych informacji o tym, czy udziela poprawnych odpowiedzi, ani jak duża kwota widnieje na koncie zespołu. Przy drugim pytaniu uczestnik stojący przy ścianie może zdecydować się na zrzucenie dwóch kul ze wskazanej strefy (w konsekwencji można wygrać lub stracić więcej), a przy trzecim pytaniu – na zrzucenie trzech kul.
Po trzecim pytaniu zrzucane są (jednocześnie) dwie czerwone kule – z tych samych stref, z których zrzucano na początku rundy kule zielone.
Maksymalna kwota do zdobycia w tej rundzie to 199 998 zł.
Runda 3.
W tej rundzie ponownie zwiększają się wyższe wartości kieszeni.
| 1 zł | 5000 zł | 100 zł | 10 000 zł | 10 zł | 20 000 zł | 1 zł | 30 000 zł | 1 zł | 40 000 zł | 10 zł | 50 000 zł | 100 zł | 100 000 zł | 1 zł |

Na początku rundy zrzucane są (pojedynczo) cztery zielone kule ze stref wybranych przez gracza, który pozostał na scenie. Wylosowane wartości zasilają konto drużyny.
Następnie, analogicznie do rundy drugiej, zadawane są trzy pytania (do których tym razem przewidziano cztery warianty odpowiedzi).
Pod koniec rundy zrzucane są (pojedynczo) cztery czerwone kule – z tych samych stref, z których zrzucano na początku rundy kule zielone. Pieniądze, które pozostają na koncie stanowią potencjalną wygraną zespołu.
Maksymalna kwota do zdobycia w tej rundzie to 999 996 zł.
Kontrakt
Po pytaniach rundy trzeciej gracz z pokoju izolacji otrzymuje kontrakt, który musi albo podpisać albo podrzeć. Podpisanie kontraktu jest równoznaczne z pewnością zakończenia gry z jakimikolwiek pieniędzmi (dlatego jego wartość jest nazywana kwotą gwarantowaną): są to pieniądze uzyskane w pierwszej rundzie powiększone o 2500 zł za każdą poprawną odpowiedź udzieloną podczas drugiej i trzeciej rundy – zazwyczaj kilkanaście tysięcy złotych. Podarcie kontraktu oznacza przyjęcie w ciemno puli, jaka pozostaje po rundzie trzeciej (jej ostateczna wysokość jest ustalana dopiero po zrzuceniu czterech czerwonych kul, co następuje po podjęciu decyzji w sprawie kontraktu) – potencjalnie kilkudziesięciu lub paruset tysięcy złotych albo kwoty niewielkiej bądź równej zeru. Kontrakt w najlepszym wypadku mógł opiewać na kwotę 52 500 zł.
Po zakończeniu rundy trzeciej izolowany gracz wraca na scenę i oznajmia, jaką decyzję podjął (jeśli nie podpisał kontraktu, to drugi gracz informuje go o zdobytych i wygranych pieniądzach). Tym sposobem ogłaszana jest wygrana uczestników.
Teoretyczna maksymalna kwota możliwa do zdobycia w całej grze to 1 237 494 zł, co do października 2023 roku czyniło „The Wall. Wygraj marzenia” programem z najwyższą oferowaną do wygrania (w jednej rozgrywce) nagrodą wśród wszystkich polskich teleturniejów (nominalnie w PLN).

## Oprawa programu

### Scenografia
Wyjściowym kolorem studia był niebieski. Jego różne odcienie dominowały w większości elementów scenografii – ścianie, podłodze, reflektorach, barierkach, a w czwartej serii także kolumnach znajdujących się za uczestnikami. W przypadku poprawnej odpowiedzi studio rozświetlało się na zielono, a w przypadku błędnej – na czerwono. Do odpowiedniej sytuacji w grze swój kolor dostosowywała większość detali dekoracji: schody, ścianki, kule, obręcze na końcu wrzutni i stref zrzutu. Po ogłoszeniu wygranej w studiu dominował jeden z dwóch kolorów: ciemny niebieski, jeżeli zawodnicy odchodzili z niczym albo złoty, gdy zawodnicy wygrywali pieniądze. Kieszenie u spodu ściany wyposażone były w fotokomórkę, dlatego gdy wpadały do nich kule, system podświetlał natychmiast daną kieszeń i wyświetlał odpowiednią grafikę na ekranie (a także wzmacniał na chwilę światło za uczestnikiem). Fotokomórka zainstalowana była także m.in. przy wrzutni.
Po zakończeniu pierwszej serii zwiększono napisy na kieszeniach.

### Logo
Logo programu przejęto po amerykańskim oryginale; dodano do niego belkę z polskim podtytułem „Wygraj marzenia”.

### Muzyka
Ścieżkę dźwiękową formatu skomponował Michael Lord.

## Emisja programu
| Seria       | Seria | Odcinki    | Premiera telewizyjna (TVP1 / TVP2) | Premiera telewizyjna (TVP1 / TVP2) | Premiera telewizyjna (TVP1 / TVP2) | Premiera telewizyjna (TVP1 / TVP2)                   | Premiera telewizyjna (TVP1 / TVP2) | Źródło |
| Seria       | Seria | Odcinki    | Sezon                              | Początek emisji                    | Koniec emisji                      | Pora emisji                                          | Stacja telewizyjna                 | Źródło |
| ----------- | ----- | ---------- | ---------------------------------- | ---------------------------------- | ---------------------------------- | ---------------------------------------------------- | ---------------------------------- | ------ |
|             | 1.    | 1–14 (14)  | 2017/2018                          | 22 września 2017                   | 29 grudnia 2017                    | piątek 20.25                                         | TVP1                               | [ 8 ]  |
|             | 2.    | 15–36 (22) | 2017/2018                          | 5 stycznia 2018                    | 9 czerwca 2018                     | piątek 20.25 (odc. 15–19); piątek 20.35 (odc. 20–35) | TVP1                               | [ 8 ]  |
|             | 3.    | 37–52 (16) | jesień 2018                        | 14 września 2018                   | 4 stycznia 2019                    | piątek 20.35                                         | TVP1                               | [ 8 ]  |
|             | 4.    | 53–66 (14) | wiosna 2019                        | 8 marca 2019                       | 10 maja 2019                       | piątek 21.40 (odc. 53–54); piątek 20.35 (odc. 55–61) | TVP1                               | [ 8 ]  |
| jesień 2019 | 4.    | 53–66 (14) | 8 września 2019                    | 6 października 2019                | niedziela 20.05                    | TVP2                                                 |                                    | [ 8 ]  |

Uwagi:
- Pierwsza seria programu liczyła 14 odcinków[11], jednak Telewizja Polska podjęła decyzję o jego dalszej produkcji i emisji bez pierwotnie planowanej przerwy w sezonie zimowym[12].
- W lutym 2018 roku emisja teleturnieju została przesunięta na 20.35 z powodu Igrzysk Olimpijskich w Pjongczangu; po ich zakończeniu godzina emisji teleturnieju została utrzymana z uwagi na wprowadzenie do ramówki magazynu interwencyjnego „Alarm!” pod koniec lutego[8].
- Emisja odcinka nr 26 – wydania specjalnego – odbyła się wyjątkowo w poniedziałek (wielkanocny, 2 kwietnia) o godz. 21.50[8].
- Emisja odcinka nr 36 – ostatniego przed przerwą wakacyjną – odbyła się wyjątkowo w sobotę (9 czerwca) o godz. 17.55[8].

W październiku 2019 roku Telewizja Polska postanowiła zakończyć produkcję programu z powodu znacznego spadku oglądalności.
Wszystkie odcinki teleturnieju nadawca udostępniał w serwisie wideo na życzenie TVP VOD po ich premierze w telewizji. Z powodu ograniczeń licencyjnych po kilku latach kolejne odcinki sukcesywnie wycofywano z platformy.

## Oglądalność w telewizji linearnej
Uwaga: Informacje o oglądalności oparto na danych Nielsen Audience Measurement udostępnionych przez portal Wirtualnemedia.pl. Dotyczą one wyłącznie oglądalności premiery telewizyjnej – nie uwzględniają oglądalności powtórek, wyświetleń w serwisach wideo na życzenie (np. TVP VOD) itp.
Premiery pierwszych trzech odcinków teleturnieju obejrzało kolejno 1,511 mln, 1,781 mln i 1,685 mln widzów. Premiery nadane 22 i 29 grudnia 2017 roku zobaczyło odpowiednio 2,013 mln i 2,038 mln widzów.
Odcinek nadany 2 lutego 2018 zdobył widownię na poziomie 2,011 mln widzów.
Średnia widownia dwóch pierwszych serii teleturnieju (nadawanych w sezonie 2017/2018) wyniosła ok. 1,6 mln osób.
Pierwsze trzy odcinki trzeciej serii (emitowanej jesienią 2018) obejrzało kolejno 1,133 mln, 1,362 mln i 1,250 mln widzów.
Oglądalność odcinków nadanych premierowo na antenie TVP2 (ostatnie odcinki czwartej serii) przedstawia tabela:
| Nr odc. | Data emisji         | Oglądalność  | Źródło        |
| ------- | ------------------- | ------------ | ------------- |
| 62      | 8 września 2019     | 678 tys.     | [ 19 ] [ 20 ] |
| 63      | 15 września 2019    | 599 tys.     | [ 19 ] [ 20 ] |
| 64      | 22 września 2019    | 591 tys.     | [ 19 ] [ 20 ] |
| 65      | 29 września 2019    | 792 tys.     | [ 19 ]        |
| 66      | 6 października 2019 | 693 tys.     | [ 19 ]        |
| średnia | średnia             | ok. 670 tys. | [ 19 ]        |

## Wyniki poszczególnych odcinków
Legenda
     Zawodnicy wygrali co najmniej 100 000 zł (najwyższa wartość kieszeni)
     Zawodnicy zakończyli grę z pieniędzmi, a decyzja dotycząca kontraktu była trafiona
     Zawodnicy zakończyli grę z pieniędzmi, ale decyzja dotycząca kontraktu była nietrafiona
     Zawodnicy zakończyli grę bez pieniędzy, odrzuciwszy propozycję podpisania kontraktu
| Lp.                                      | Lp. (ogółem)                 | Uczestnicy                          | Wartość kontraktu            | Kwota na ścianie             | Data emisji                  |
| Seria pierwsza (jesień 2017)             | Seria pierwsza (jesień 2017) | Seria pierwsza (jesień 2017)        | Seria pierwsza (jesień 2017) | Seria pierwsza (jesień 2017) | Seria pierwsza (jesień 2017) |
| ---------------------------------------- | ---------------------------- | ----------------------------------- | ---------------------------- | ---------------------------- | ---------------------------- |
| 1.                                       | 1.                           | Agnieszka i Łukasz                  | 14 712 zł                    | 79 799 zł                    | 22 września 2017             |
| 2.                                       | 2.                           | Magdalena i Ksawery                 | 19 040 zł                    | 0 zł                         | 29 września 2017             |
| 3.                                       | 3.                           | Anna i Janusz                       | 18 644 zł                    | 83 865 zł                    | 6 października 2017          |
| 4.                                       | 4.                           | Łukasz i Przemysław                 | 26 015 zł                    | 145 089 zł                   | 13 października 2017         |
| 5.                                       | 5.                           | Małgorzata i Hubert                 | 16 423 zł                    | 0 zł                         | 20 października 2017         |
| 6.                                       | 6.                           | Małgorzata i Marek                  | 17 004 zł                    | 42 605 zł                    | 27 października 2017         |
| 7.                                       | 7.                           | Anna i Daniel                       | 15 911 zł                    | 132 013 zł                   | 3 listopada 2017             |
| 8.                                       | 8.                           | Alicja i Mariusz                    | 18 622 zł                    | 0 zł                         | 17 listopada 2017            |
| 9.                                       | 9.                           | Aleksandra i Marta                  | 25 114 zł                    | 198 226 zł                   | 24 listopada 2017            |
| 10.                                      | 10.                          | Katarzyna i Klaudia                 | 21 331 zł                    | 0 zł                         | 1 grudnia 2017               |
| 11.                                      | 11.                          | Agnieszka i Michał                  | 6101 zł                      | 0 zł                         | 8 grudnia 2017               |
| 12.                                      | 12.                          | Katarzyna i Patryk                  | 14 501 zł                    | 109 899 zł                   | 15 grudnia 2017              |
| 13.                                      | 13.                          | Marta i Szymon                      | 16 512 zł                    | 0 zł                         | 22 grudnia 2017              |
| 14.                                      | 14.                          | Maja i Xavier                       | 16 601 zł                    | 96 977 zł                    | 29 grudnia 2017              |
| Seria druga (zima–wiosna 2018)           |                              |                                     |                              |                              |                              |
| 1.                                       | 15.                          | Anna i Paweł                        | 25 110 zł                    | 0 zł                         | 5 stycznia 2018              |
| 2.                                       | 16.                          | Ewa i Mateusz                       | 17 292 zł                    | 40 099 zł                    | 12 stycznia 2018             |
| 3.                                       | 17.                          | Aneta i Michał                      | 26 503 zł                    | 0 zł                         | 19 stycznia 2018             |
| 4.                                       | 18.                          | Ewelina i Michał                    | 18 980 zł                    | 111 990 zł                   | 26 stycznia 2018             |
| 5.                                       | 19.                          | Jarosław i Mateusz                  | 10 612 zł                    | 0 zł                         | 2 lutego 2018                |
| 6.                                       | 20.                          | Józefa i Małgorzata                 | 16 612 zł                    | 0 zł                         | 9 lutego 2018                |
| 7.                                       | 21.                          | Elżbieta i Michał                   | 19 612 zł                    | 116 512 zł                   | 16 lutego 2018               |
| 8.                                       | 22.                          | Agnieszka i Małgorzata              | 15 812 zł                    | 16 501 zł                    | 23 lutego 2018               |
| 9.                                       | 23.                          | Joanna i Łukasz                     | 13 123 zł                    | 0 zł                         | 2 marca 2018                 |
| 10.                                      | 24.                          | Eliza i Zbigniew                    | 9725 zł                      | 40 001 zł                    | 9 marca 2018                 |
| 11.                                      | 25.                          | Natalia i Karol                     | 15 013 zł                    | 0 zł                         | 16 marca 2018                |
| 12.                                      | 26. (odcinek specjalny)      | Karol Strasburger i Robert Janowski | 15 312 zł × 2 = 30 624 zł    | 0 zł                         | 2 kwietnia 2018              |
| 13.                                      | 27.                          | Agnieszka i Lidia                   | 11 612 zł                    | 304 111 zł                   | 6 kwietnia 2018              |
| 14.                                      | 28.                          | Maria i Zofia                       | 17 442 zł                    | 180 100 zł                   | 13 kwietnia 2018             |
| 15.                                      | 29.                          | Justyna i Mariusz                   | 12 002 zł                    | 0 zł                         | 20 kwietnia 2018             |
| 16.                                      | 30.                          | Dorota i Kamil                      | 18 207 zł                    | 134 608 zł                   | 27 kwietnia 2018             |
| 17.                                      | 31.                          | Małgorzata i Damian                 | 11 101 zł                    | 0 zł                         | 4 maja 2018                  |
| 18.                                      | 32.                          | Małgorzata i Paweł                  | 21 722 zł                    | 90 811 zł                    | 11 maja 2018                 |
| 19.                                      | 33.                          | Ewelina i Magdalena                 | 19 704 zł                    | 20 212 zł                    | 18 maja 2018                 |
| 20.                                      | 34.                          | Maria i Mateusz                     | 15 110 zł                    | 0 zł                         | 25 maja 2018                 |
| 21.                                      | 35.                          | Łukasz i Michał                     | 15 124 zł                    | 0 zł                         | 1 czerwca 2018               |
| 22.                                      | 36.                          | Jarosław i Przemysław               | 11 852 zł                    | 0 zł                         | 9 czerwca 2018               |
| Seria trzecia (jesień 2018)              |                              |                                     |                              |                              |                              |
| 1.                                       | 37.                          | Aneta i Marcin                      | 23 023 zł                    | 0 zł                         | 14 września 2018             |
| 2.                                       | 38.                          | Agnieszka i Rafał                   | 7734 zł                      | 0 zł                         | 28 września 2018             |
| 3.                                       | 39.                          | Barbara i Dariusz                   | 12 314 zł                    | 239 916 zł                   | 5 października 2018          |
| 4.                                       | 40.                          | Anna i Grzegorz                     | 13 803 zł                    | 0 zł                         | 12 października 2018         |
| 5.                                       | 41.                          | Aleksandra i Tomasz                 | 12 324 zł                    | 0 zł                         | 19 października 2018         |
| 6.                                       | 42.                          | Piotr i Przemysław                  | 16 512 zł                    | 72 698 zł                    | 26 października 2018         |
| 7.                                       | 43.                          | Justyna i Wojciech                  | 12 522 zł                    | 47 421 zł                    | 2 listopada 2018             |
| 8.                                       | 44.                          | Aleksandra i Łukasz                 | 13 611 zł                    | 0 zł                         | 9 listopada 2018             |
| 9.                                       | 45.                          | Anna i Marta                        | 16 126 zł                    | 0 zł                         | 16 listopada 2018            |
| 10.                                      | 46.                          | Sandra i Witold                     | 17 511 zł                    | 10 187 zł                    | 23 listopada 2018            |
| 11.                                      | 47.                          | Jolanta i Zbigniew                  | 13 526 zł                    | 0 zł                         | 30 listopada 2018            |
| 12.                                      | 48.                          | Ewa i Olga                          | 17 644 zł                    | 271 968 zł                   | 7 grudnia 2018               |
| 13.                                      | 49.                          | Magdalena i Wojciech                | 20 722 zł                    | 0 zł                         | 14 grudnia 2018              |
| 14.                                      | 50.                          | Dorota i Michał                     | 8132 zł                      | 0 zł                         | 21 grudnia 2018              |
| 15.                                      | 51.                          | Emilia i Leszek                     | 7809 zł                      | 6795 zł                      | 28 grudnia 2018              |
| 16.                                      | 52.                          | Barbara i Monika                    | 27 011 zł                    | 0 zł                         | 4 stycznia 2019              |
| Seria czwarta (wiosna 2019, jesień 2019) |                              |                                     |                              |                              |                              |
| 1.                                       | 53.                          | Helena i Magdalena                  | 14 120 zł                    | 26 713 zł                    | 8 marca 2019                 |
| 2.                                       | 54.                          | Olga i Maciej                       | 18 029 zł                    | 0 zł                         | 15 marca 2019                |
| 3.                                       | 55.                          | Karolina i Paweł                    | 10 641 zł                    | 108 019 zł                   | 22 marca 2019                |
| 4.                                       | 56.                          | Justyna i Marcin                    | 13 429 zł                    | 0 zł                         | 29 marca 2019                |
| 5.                                       | 57.                          | Agnieszka i Ilona                   | 17 613 zł                    | 0 zł                         | 5 kwietnia 2019              |
| 6.                                       | 58.                          | Karolina i Katarzyna                | 14 517 zł                    | 219 889 zł                   | 12 kwietnia 2019             |
| 7.                                       | 59.                          | Adrian i Mateusz                    | 22 412 zł                    | 77 590 zł                    | 26 kwietnia 2019             |
| 8.                                       | 60.                          | Katarzyna i Marta                   | 12 512 zł                    | 0 zł                         | 3 maja 2019                  |
| 9.                                       | 61.                          | Andrzej i Michał                    | 16 222 zł                    | 53 617 zł                    | 10 maja 2019                 |
| 10.                                      | 62.                          | Joanna i Marek                      | 17 227 zł                    | 42 428 zł                    | 8 września 2019              |
| 11.                                      | 63.                          | Beata i Andrzej                     | 19 143 zł                    | 0 zł                         | 15 września 2019             |
| 12.                                      | 64.                          | Jakub i Karol                       | 13 201 zł                    | 0 zł                         | 22 września 2019             |
| 13.                                      | 65.                          | Ewa i Lech                          | 16 922 zł                    | 1639 zł                      | 29 września 2019             |
| 14.                                      | 66.                          | Mariusz i Seweryn                   | 10 600 zł                    | 0 zł                         | 6 października 2019          |

## Oryginalna i lokalne wersje formatu
Format po raz pierwszy wyemitowano w Stanach Zjednoczonych 19 grudnia 2016 roku na antenie NBC. Od roku 2017 oprócz polskiej powstało ponad 20 lokalnych wersji teleturnieju.